# 가마골로 (양주시)
가마골로(Gamagol-ro)는 경기도 양주시 장흥면 느티나무사거리 에서 양주시 장흥면 석현삼거리 까지 연결하는 도로이다.

## 주요 경유지
경기도
- 양주시 (장흥면)

## 노선
| 이름           | 접속 노선                 | 소재지 | 소재지 | 비고 |
| -------------- | ------------------------- | ------ | ------ | ---- |
| 느티나무사거리 | 호국로                    | 양주시 | 장흥면 |      |
| 울대교         |                           | 양주시 | 장흥면 |      |
| 부곡교         |                           | 양주시 | 장흥면 |      |
| 장천교         |                           | 양주시 | 장흥면 |      |
| 부곡 교차로    | 국도 제39호선 (호국로)    | 양주시 | 장흥면 |      |
| 부곡3새마을교  |                           | 양주시 | 장흥면 |      |
| 가마교         |                           | 양주시 | 장흥면 |      |
| 고비골고개     |                           | 양주시 | 장흥면 |      |
| 석현삼거리     | 지방도 제371호선 (권율로) | 양주시 | 장흥면 |      |
| 권율로와 직결  |                           |        |        |      |

## 주요건물및 시설
- CU 양주부곡제일점 (가마골로 59/부곡리 484-1)
- CU 송추토담점 (가마골로 138/부곡리 344-2)
- 세븐일레븐 양주송추점 (가마골로 218/부곡리 144-1)